# Paramonova uncata
Paramonova uncata är en tvåvingeart som först beskrevs av Kelsey 1969.  Paramonova uncata ingår i släktet Paramonova och familjen fönsterflugor. Inga underarter finns listade i Catalogue of Life.